# Tribunal (Star Trek: Deep Space Nine)
„Tribunal ” este cel de-al 45-lea episod din serialul de televiziune SF Star Trek: Deep Space Nine. Este cel de-al 25-lea episod din cel de-al doilea sezon. Episodul a fost difuzat la televiziune pe 6 iunie 1994.
Plasat în secolul al XXIV-lea, serialul urmărește aventurile de pe Deep Space Nine, o stație spațială situată în apropierea unei găuri de vierme stabile între cadranele Alfa și Gamma ale galaxiei Calea Lactee, în apropierea planetei Bajor. Acest episod oferă o privire asupra sistemului judiciar cardassian, în timp ce șeful de operațiuni al DS9, Miles O'Brien (Colm Meaney), este judecat pe Cardassia, unde acuzatul este declarat vinovat chiar înainte de începerea procesului.
Acesta este primul din cele nouă episoade din Deep Space Nine regizate de Avery Brooks, care a jucat și rolul lui Benjamin Sisko în serial.

## Rezumat
În drum spre o vacanță alături de soția sa Keiko, Miles O'Brien se întâlnește cu un vechi coleg de echipaj al Flotei Stelare, Raymond Boone, care a servit alături de el cu ani în urmă în bătălia de pe Setlik III. Cei doi vechi camarazi discută puțin și se despart. La scurt timp după plecarea lor, naveta lui O'Brien este oprită de cardassieni, care percheziționează nava și îl arestează pe Miles.
Este dus la o închisoare de pe Cardassia Prime și „procesat”; hainele îi sunt rupte și este rănit în timp ce se opune gărzilor. Îl întâlnește pe avocatul său desemnat, Kovat, a cărui sarcină nu este de a obține o achitare, ci de a obține cooperarea lui O'Brien, astfel încât oamenii de pe Cardassia să perceapă că se face dreptate. Nimeni nu-i va spune lui O'Brien care sunt acuzațiile care i se aduc.
Înapoi pe Deep Space Nine, Keiko și comandantul Sisko sunt informați că Miles a fost declarat vinovat și condamnat la moarte și că va avea loc un „proces” ceremonial în care se va citi verdictul. Șeful securității DS9, Odo, se folosește de o tehnicalitate legală pentru a fi numit în echipa care îl reprezintă pe șeful O'Brien. El și Keiko pleacă spre Cardassia.
Între timp, echipajul de pe Deep Space Nine descoperă că o serie de focoase au fost furate și au ajuns probabil în posesia Maquis, o facțiune care i-a atacat pe Cardassieni. Maiorul Kira găsește o înregistrare cu vocea lui O'Brien care cere acces la focoase, dar lt. Dax găsește dovezi că înregistrarea este o invenție. Când Odo se oferă să prezinte aceste dovezi, judecătorul refuză să le accepte.
Ofițerii seniori, pornind de la ipoteza că Maquis au furat focoasele, îl identifică pe Raymond Boone ca fiind persoana cu care a vorbit șeful O'Brien înainte de a părăsi stația. Un personaj din umbră îi spune doctorului Bashir că Boone nu este un agent Maquis și că Maquis nu a avut nimic de-a face cu focoasele. Echipajul găsește dovezi că Boone a prezentat o schimbare majoră de personalitate în urmă cu aproximativ opt ani. Când Bashir îl examinează, descoperă că bărbatul nu este adevăratul Boone, ci un cardassian modificat chirurgical pentru a arăta ca el; ei presupun că a fost trimis pentru a fabrica dovezi că Flota Stelară îi ajută pe Maquis. Cu puțin timp rămas până la sfârșitul procesului ceremonial, Sisko ajunge în sala de judecată cu „Boone”. Judecătorul înțelege că jocul a luat sfârșit și îl eliberează pe O'Brien, care poate în sfârșit să plece în vacanță.